# Sela pri Štravberku
Sela pri Štravberku – wieś w Słowenii, w gminie miejskiej Novo mesto. W 2018 roku liczyła 8 mieszkańców. 